# 동류항
대수학에서 동류항(同類項, like terms, similar terms)은 문자와 차수가 각각 같은 항을 말하며, 이러한 항은 분배법칙을 이용하여 하나로 묶을 수 있다. 변수 자체가 어떤 것인지는 관계가 없으며 계수도 일치할 필요가 없다. 곱셈의 교환법칙에 의해 변수가 곱해진 순서 또한 중요하지 않다. 예를 들어, {\displaystyle 8xz^{2}y}와 {\displaystyle -5xyz^{2}}는 동류항이지만, {\displaystyle 3abc}와 {\displaystyle 3ghi}는 동류항이 아니다. 또한, 모든 상수항은 동류항이다.

## 동류항 정리
동류항들은 분배법칙을 이용하여 하나의 항으로 축약될 수 있다. 이러한 과정을 통해 주어진 식을 단순화하여 파악하기 쉽도록 만든다. 예를 들어 다음과 같이 계산된다.
{\displaystyle x^{2}-2x^{2}=(1-2)x^{2}=-x^{2}}